# Sete Gibernau
Manuel Gibernau Bultó, conegut com a Sete Gibernau   (Barcelona, 15 de desembre de 1972) és un ex-pilot de motociclisme català de renom internacional. La seva carrera esportiva abastà dues èpoques ben diferents del motociclisme, des del període dominat pels motors de dos temps anterior a la temporada de 2002, fins a l'època dels motors de quatre temps -a l'actual MotoGP- a l'inici de la qual Gibernau fou un dels principals competidors, havent-ne estat Subcampió del Món dues temporades seguides (2003 i 2004). Durant la seva carrera guanyà un total de 9 Grans Premis.
És net de Francesc Xavier «Paco» Bultó, el fundador de la mítica Bultaco (i anteriorment, cofundador de Montesa).

## Dades personals
Sete Gibernau és fill de Manuel Gibernau i Corachán i de Maria Cristina Bultó i Sagnier, la segona filla del matrimoni format per Paco Bultó i Inés Sagnier. Actualment resideix a Suïssa. Gaudint d'una bona educació, parla amb fluïdesa català, castellà, italià i anglès, amb coneixements de francès i alemany. Entre els seus hobbies hi ha el ciclisme i l'esquí aquàtic. Com molts altres pilots, té algunes supersticions (per exemple, sempre es calça primer la bóta dreta).
La seva ex-dona és la model espanyola Esther Cañadas, qui sempre li donà suport durant la seva carrera i a qui sovint es veia per boxes durant les curses, animant-lo. Abans de conèixer-la, Gibernau sempre havia corregut amb un amulet amb el número 15, però a partir del moment que foren parella n'adoptà un que li regalà ella. Nogensmenys, després d'un any de casats la parella anuncià la seva separació a mitjan 2008.

## Trajectòria esportiva
Sete començà a competir en proves de trial i motocròs. Un cop havent provat tota mena de motocicletes, especialment les construïdes pel seu oncle Ignasi Bultó (fundador de Merlin), Gibernau es decantà finalment per la velocitat el 1990, any en què disputà la Copa Gilera 125cc estatal. El seu primer Gran Premi fou el d'Espanya de 250cc de 1992.

### Al mundial de 250cc
El 1993 començà a disputar el Campionat d'Espanya de 250cc, acabant-hi cinquè. Prengué part també al GP d'Espanya de 250cc d'aquell any, celebrat al Circuit del Jarama, corrent per a l'equip Kenny Roberts Yamaha. El 1994 seguí a l'estatal de la mateixa cilindrada, acabant-hi quart, i un altre cop prengué part en un Gran Premi amb l'equip de Roberts, aquest cop al GP d'Europa, celebrat al Circuit de Catalunya, en la categoria de 250cc. El 1995 fou tercer al campionat estatal i de nou competí al GP d'Europa, aquesta vegada per a l'equip Pons Racing de Sito Pons.
Ja el 1996, Gibernau decidí dedicar-se en exclusiva a competir al Mundial, pilotant una Honda NSR250 de l'equip Axo Honda, aconseguint els seus primers punts en acabar onzè al GP d'Espanya. A tres curses del final de temporada, Wayne Rainey el fitxà per al seu equip Yamaha.

### Al mundial de 500cc

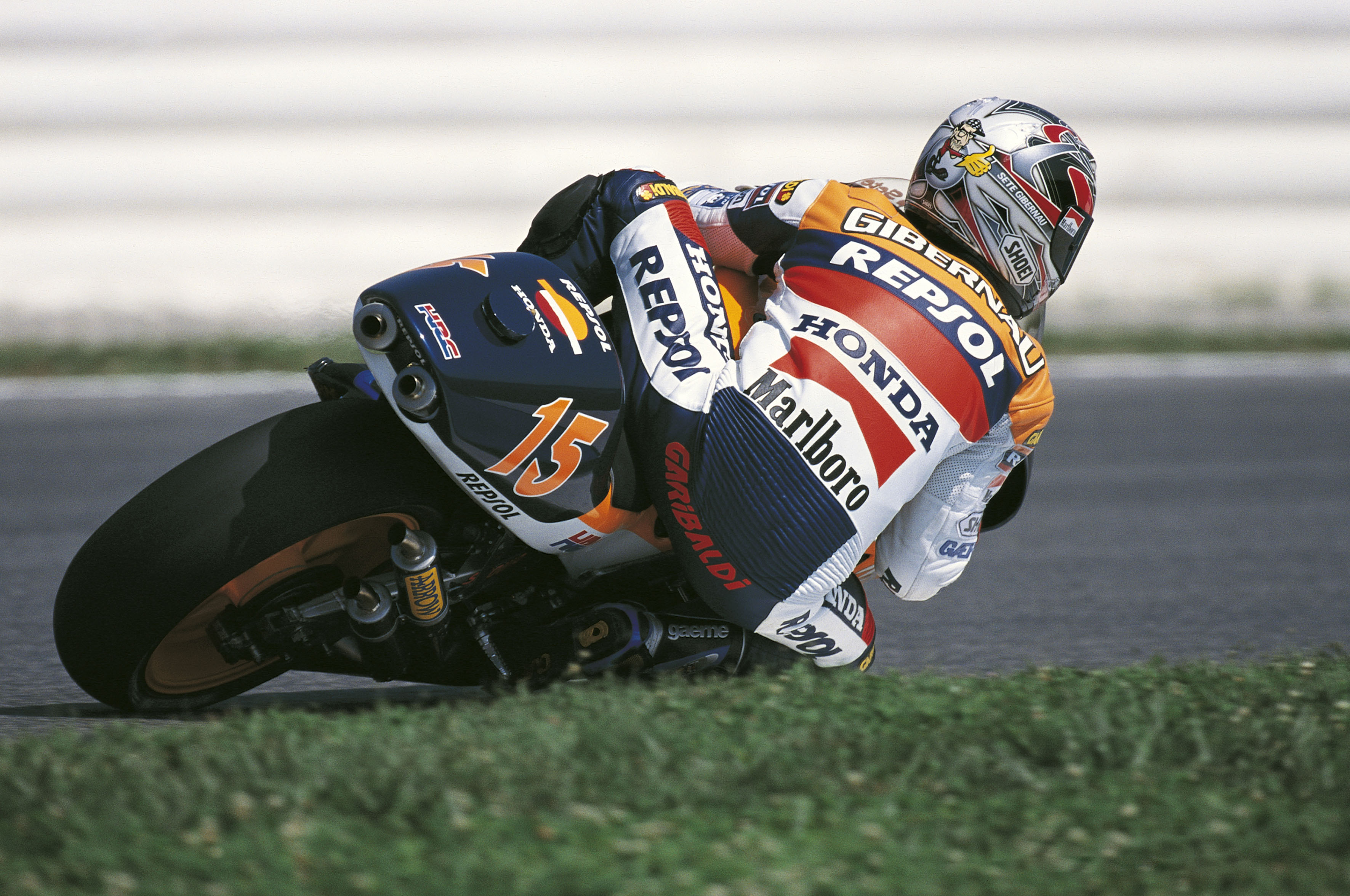
Amb l'Honda a Catalunya el 1999

La temporada de 1997 romangué a l'equip Rainey, pujant a la categoria més prestigiosa (500cc) i acabant-hi en una meritòria tretzena posició final. El 1998 substituí un lesionat Takuma Aoki a bord de l'Honda NSR500V V-twin. Malgrat que la seva moto mancava de la potència de les de quatre cilindres pilotades pels pilots oficials d'Honda, aconseguí el seu primer podi (un tercer lloc al GP de Madrid). Arrodoní l'èxit amb dos quarts llocs i acabà la temporada en onzena posició. Aquell any aconseguí també el segon lloc a les prestigioses 8 Hores de Suzuka, puntuables per al Campionat del Món de resistència, formant equip amb el seu company d'Honda Alex Barros.
El 1999 hauria d'haver pilotat l'Honda NSR500V però, un cop més, fou cridat a substituir un pilot lesionat quan el Campió vigent Mick Doohan es lesionà durant els entrenaments de la tercera cursa de l'any al Circuit de Jerez. Pilotant doncs l'Honda NSR500 de primer nivell, amb motor de quatre cilindres, no desaprofità l'ocasió i assolí quatre podis (inclòs un segon lloc al GP de Sud-àfrica) acabant l'any en cinquena posició final. Després d'aquest èxit, la temporada de 2000 fou decebedora, ja que Gibernau baixà fins a la quinzena posició final.
La temporada de 2001 fitxà per l'equip oficial de Suzuki. El punt clau d'aquell any fou la cursa del Gran Premi de la Comunitat Valenciana, que fou interrompuda a causa de la pluja en el moment que ell la comandava, ajudat per la tria encertada dels pneumàticss en condicions seques, guanyant així el seu primer Gran Premi. Al capdavall, la Suzuki RGV500 no era tan competitiva com les Honda i Yamaha i Gibernau acabà la temporada en novena plaça.

### A MotoGP
La temporada de 2002 fou la de l'inici de la nova categoria MotoGP i marcà també l'inici d'una nova era en aquest esport degut als canvis de reglamentació introduïts per la F.I.M., que implicaren l'aparició de màquines amb motor de quatre temps de fins a 990 cc de cilindrada. La nova Suzuki GSV-R quedà desfasada davant les seves rivals, aconseguint només un podi a la primera cursa de la temporada (Akira Ryo al GP del Japó). Gibernau s'hagué de retirar set vegades en setze curses, acabant en setzena posició final. Un bri d'esperança fou la cursa del GP de Portugal sota la pluja, quan Gibernau prengué el comandament després d'haver sortit des de la tercera fila i obrí un confortable forat envers el segon classificat, Valentino Rossi, abans de quedar fora de la cursa a tres voltes del final.
La temporada de 2003, Gibernau canvià a l'equip Gresini Racing Honda pilotant la RC211V de cinc cilindres. Tràgicament, el seu company d'equip Daijiro Kato morí en accident a la cursa inaugural del campionat, el GP del Japó. La tragèdia semblà inspirar el temperamental i sentimental Gibernau. Amb el número 74 de Kato a la seva moto, en comptes del seu tradicional número 15, el català aconseguí no només guanyar el següent Gran Premi a Sud-àfrica, sinó fins i tot disputar-li el títol a Valentino Rossi al llarg de l'any. Aquella fou la seva temporada més consistent, guanyant quatre curses i fent cinc segons, obtenint així 277 punts - la segona quantitat més alta d'entre els no guanyadors del campionat (rere Casey Stoner amb 280 el 2008). Rossi ha descrit el 2003 com a «l'any d'en Gibernau, fou dur fins al final.»

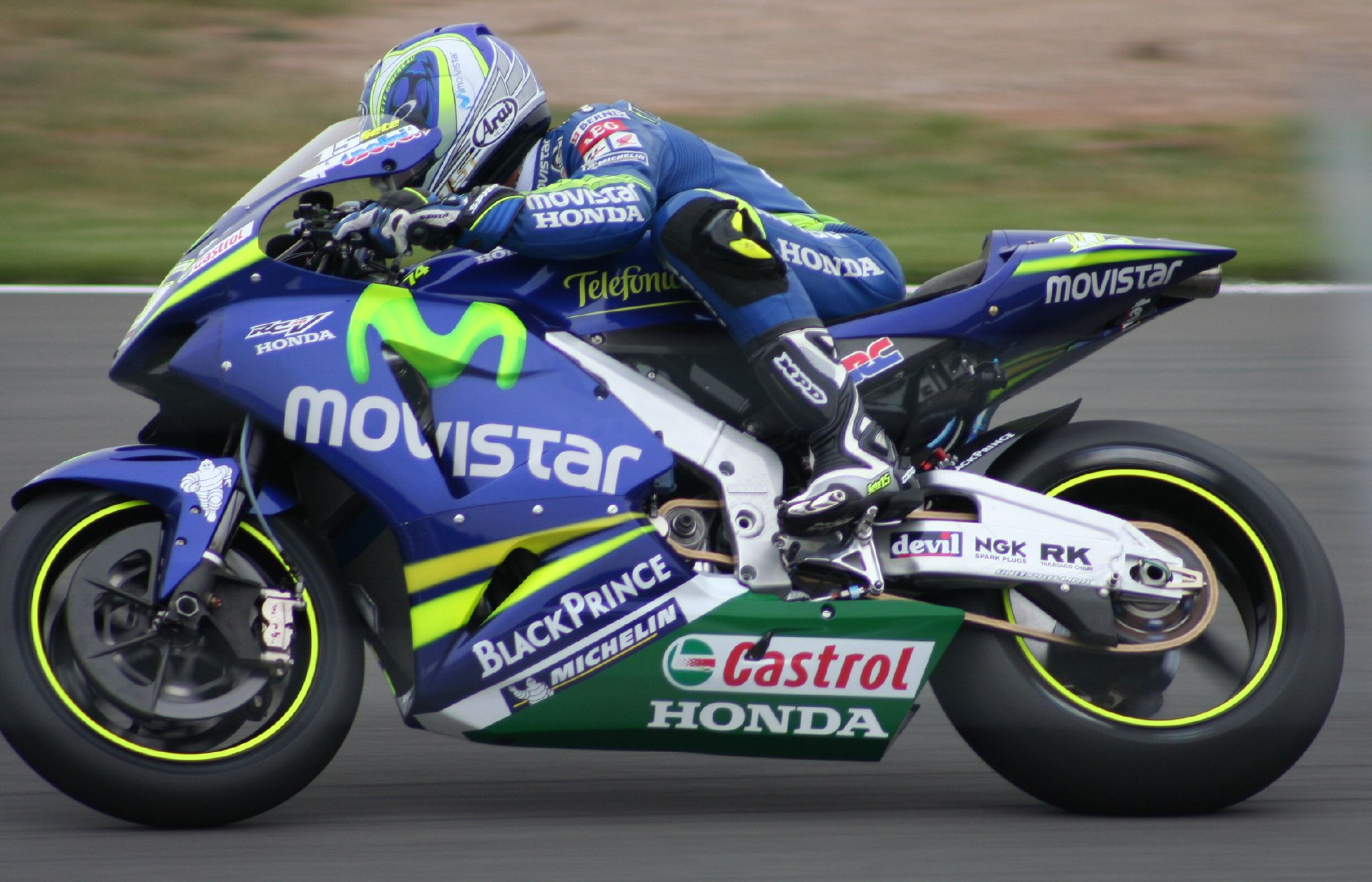
Amb l'Honda al GP de Gran Bretanya el 2005

Hi havia molta expectació abans de començar el Mundial de 2004 pel fitxatge sorpresa de Rossi per Yamaha, i de fet la pre-temporada i inici de temporada de Gibernau el feien un clar aspirant a guanyar el títol. Sete pujà al podi les primeres tres curses, guanyant-ne dues, aconseguint una posició d'avantatge envers un Rossi amb problemes d'adaptació a la seva nova moto. Tanmateix, Rossi començà a guanyar curses a partir del GP de França i no parà fins al del Brasil, on s'esdevingué un dels més sorprenents incidents entre Gibernau i Rossi.
A la cursa de Qatar, la seva antiga sana rivalitat s'esvaí després que Rossi acusés Gibernau de pressionar els controls perquè aquests inhabilitessin el seu resultat de qualificació, al·legant que aquest havia manipulat el lloc de sortida a la pista per a obtenir millor adherència en una superfície inusualment polsegosa. Tanmateix, fou l'equip de Gibernau, no pas ell, qui observà l'alteració de la pista i demanà als organitzadors que ho investiguessin. Les cintes de la càmera de seguretat mostraven l'equip de Rossi trampejant la pista, fent repetits burn-outs (fortes acceleracions amb el fre del davant accionat) a la seva zona de sortida, per tal que la goma allà encastada li proporcionés una millor adherència. Els organitzadors penalitzaren Rossi amb el pitjor lloc de sortida a la graella. Anys a venir, els mitjans informaren que Rossi devia haver fet alguna maledicció sobre el seu rival aquell cap de setmana, ja que Gibernau mai no va tornar a guanyar cap altre Gran Premi.
Les tensions entre Gibernau i Rossi pujaren al màxim a la prova inaugural de la temporada de 2005, el Gran Premi d'Espanya. Gibernau liderà bona part de la cursa amb Rossi molt a prop seu. A la penúltima volta, Rossi atacà i avançà al català, obrint un buit entre tots dos. Tot i així, l'italià cometé un error i Gibernau el tornà a avançar a manca d'una volta pel final. Al revolt final, Rossi feu un agressiu avançament a Gibernau i guanyà la cursa. Durant la maniobra, tots dos toparen i Gibernau no va poder completar el viratge, sortint-se del traçat i trepitjant la grava del voltant; no caigué i encara fou capaç d'acabar en segona posició. L'avançament fou controvertit entre els observadors; alguns el consideraren altament agressiu o fins i tot brut, mentre altres sostenien que fou una brillant maniobra. El públic espanyol escridassà i xiulà Rossi després de la cursa. Gibernau restà impressionat per l'acció del seu rival, però ni ell ni l'equip Gresini feren cap protest formal. D'ençà d'aleshores, Gibernau no tingué una temporada gaire reeixida, acabant en vuitena posició final mentre el seu company a l'equip Gresini, Marco Melandri, fou Subcampió rere Rossi.

#### La caiguda del 2006
El 2006, Gibernau reemplaçà Carles Checa a l'equip de fàbrica de Ducati, demostrant una impressionant velocitat amb la Ducati Desmosedici durant les proves de pre-temporada. A la cursa inaugural, Xerès, Gibernau es retirà després d'haver-se qualificat en segon lloc a la graella, degut a fallades electròniques a la Ducati. Li costà un cert temps adaptar-se a una moto amb la qual no estava gens familiaritzat. Sí que aconseguí una corrua de resultats dins els quinze primers durant les primeres curses, de vegades fins i tot essent més ràpid que el seu company d'equip, més expert amb la moto, Loris Capirossi. Aconseguí silenciar els qui el criticaven quan obtingué la pole position al GP d'Itàlia, davant dels locals Capirossi i Rossi. Finalment, fou cinquè, tot i acabar amb el peu esquerre sagnant després que el protector de la bota esquerra li caigués durant la cursa.

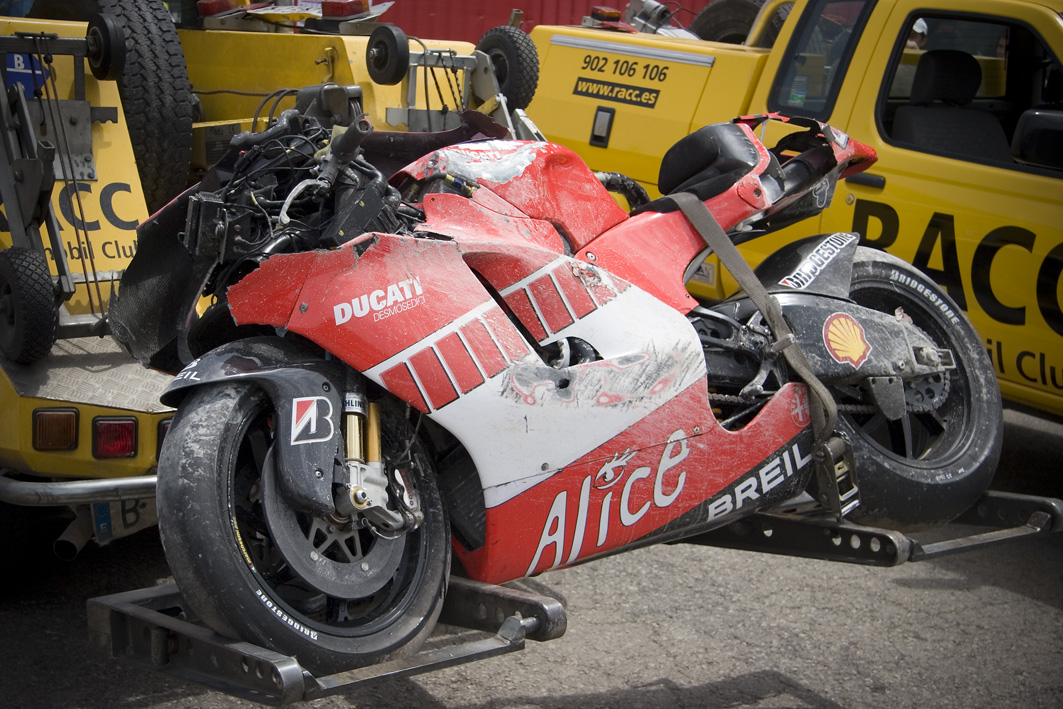
Les restes de la moto de Gibernau després de la seva caiguda a Montmeló el 2006.

La setena cursa, el Gran Premi de Catalunya a Montmeló, determinà la resta de la seva temporada i de la seva carrera, a causa d'una impressionant caiguda, que seria descrita pels comentaristes com a «Aterridora» i «Mai no he estat tan esglaiat comentant una cursa». Al primer revolt -ple d'espectadors- ràpid i de dretes, el seu company Capirossi es desvià cap a l'esquerra de la seva trajectòria interferint la de Gibernau, més ràpid (anava a més de 198 km/h al moment de l'accident, segons els enregistradors de dades) i topà amb la seva palanca de fre davanter, blocant així la roda del davant de Gibernau i fent que la seva moto comencés a fer més i més voltes de campana. Va anar d'un pèl que no aterrés sobre l'inconscient Gibernau. En la consegüent caiguda múltiple, sis pilots anaren a parar a la grava, cinc motos foren destrossades, tres pilots hagueren de ser evacuats a l'hospital i els organitzadors aturaren la cursa.
Fins i tot la seva ambulància patí un accident camí de l'hospital, xocant amb un autobús a 50 metres de l'entrada de l'hospital; per sort, això no li ocasionà cap ferida suplementària. Més tard es confirmà que tenia commoció cerebral i que s'havia trencat un os de la mà i la mateixa clavícula que ja s'havia fracturat a Assen, necessitant l'extracció i recol·locació de la placa de metall.
Les lesions arribaren en mal moment (Catalunya era la primera de cin curses en sis setmanes). Gibernau es perdé les següents dues curses, Assen i Donington Park. Malgrat estar feble, competí a Alemanya i els EUA i mai no estigué gaire lluny del seu company d'equip amb idèntica moto: a Sachsenring acabà només tres llocs darrere Capirossi, dues a Laguna Seca. Però tres dies després d'haver tornat a Barcelona Gibernau tornava a ser a l'hospital: la placa de titani de la seva clavícula s'havia afluixat, causant-li complicacions. Es perdé així la cursa de Brno.
La seva forma millorà i assolí una magnífica cinquena plaça a Malàisia el 10 de setembre, i tenia un podi gairebé assegurat que li prengué finalment Rossi a Austràlia. Després d'una altra quarta posició al Japó, Gibernau fou més ràpid durant el primer assaig de la 800 cc a Motegi. Al penúltim Gran Premi de la temporada, Portugal, anava el cinquè quan Casey Stoner caigué massa prop davant seu i se l'endugué a terra. Això li causà una fractura del cinquè metacarp de la mà i aparentment li descol·locà una de les plaques de titani de la clavícula.

### Retirada
L'equip Ducati Marlboro el substituí per Casey Stoner de cara a la temporada de 2007. Descartà ofertes de Kawasaki, Sito Pons i l'equip Ilmor X3 i decidí retirar-se de la competició, declarant en una conferència de premsa el 8 de novembre de 2006 «Si hagués acceptat l'oferta per continuar pel simple fet seguir, no hauria estat feliç, sobretot si era només per diners.»
Gibernau tornà a entrar en acció el 17 de juny del 2008, tot provant la Desmosedici GP9 al Circuit de Mugello, en unes sessions de proves de tres dies juntament amb el provador oficial Vittoriano Guareschi. Es va especular que potser substituiria el poc competitiu Marco Melandri a la segona Ducati de fàbrica a les darreres curses de la temporada. Malgrat els resultats positius, el director de Ducati MotoGP, Livio Suppo, no confirmà cap d'aquests rumors. Sete provà un altre cop les Desmosedici GP8 i GP9 durant tres dies (de l'u al tres de juliol) a Mugello. El seu millor temps fou 1´50.5 amb la GP8 amb pneumàtics de cursa, tot just unes dècimes per sota del rècord del circuit, establert aquell any per Casey Stoner, Marcà un 1´48.9 el 30 de juliol amb pneumàtics de qualificació que l'haguessin situat setè a la graella del Gran Premi d'Itàlia d'aquell any.
Després d'uns mesos de rumors, el 23 d'octubre a València es confirmà oficialment que tornaria a les curses el 2009 amb una Ducati Onde 2000 (un equip satèl·lit de Ducati dirigit per Ángel Nieto i finançat per una constructora espanyola). Atès que el seu clàssic número 15 l'havia ocupat l'italià Alex de Angelis, Gibernau trià el 59, en referència a l'any en què el seu avi fabricà la primera Bultaco.
Començà a provar amb el nou equip al Circuit Ricardo Tormo. La seva volta ràpida fou d'1´34.451 amb la GP9, que el situà en una modesta 14a posició a la graella de 18 pilots, a gairebé 2 segons del més ràpid, Casey Stoner (amb una GP9 també). Al Circuit de Jerez, al seu primer test oficial des del seu retorn a MotoGP, acabà el 9è de 14, notablement més ràpid que Niccolo Canepa amb una Alice Ducati i Vitto Guareschi amb la Ducati oficial. Gibernau va haver d'admetre que, a 35 anys, entre l'actual collita de joves estrelles «Hauré de treballar de valent, i hi estic preparat.» Admeté que havia tornat a MotoGP no per a guanyar curses, sinó més aviat per a gaudir amb la moto. S'adonà que les motos havien canviat molt durant els dos anys que havia estat absent de les curses. Observà que la Ducati era ara molt competitiva i amb molt de potencial. «La corba de velocitat és molt ràpida, i comparat amb el 2006 hi ha molta electrònica. S'hi ha de confiar gairebé a ulls clucs, i jo encara no ho puc fer. Penso que el pilot hauria de fer certes coses, en comptes de deixar-les fer a la moto.»
Valentino Rossi digué que estava esperant poder renovar la seva rivalitat amb ell: «Em sap greu, però no vaig veure Sete a la pista quan vàrem entrenar a València. És molt emocionant per a nosaltres tornar a estar junts a la pista després de les nostres grans batalles. Estic content de veure'l tornar. Vàrem xerrar una mica a l'estiu quan ell estava considerant tornar i ja estic esperant tornar a competir amb ell.»
Sete es perdé la cursa de Mugello després de trencar-se la clavícula durant els entrenaments a Le Mans. El 4 de juny confirmà que estaria bé per a córrer casa seva, el Circuit de Catalunya. El 12 de juliol de 2009, l'equip del Grupo Francisco Hernando anuncià la seva retirada del campionat de MotoGP per problemes financers, deixant Gibernau sense muntura per a la resta de temporada.

### Resum de la seva carrera
Valentino Rossi ha esmentat Casey Stoner i Sete Gibernau com als seus màxims rivals d'entre tots els que ha tingut mai. Gibernau era conegut per la seva habilitat en mullat i de vegades l'anomenaren rainmaster ("Senyor de la pluja"). Tanmateix, malgrat el seu estil, sovint perdia per la seva naturalesa temperamental. Si retrocedia en una cursa, això podia afectar la seva competitivitat tant negativament com positiva.
La seva carrera començà de mica en mica fins que trobà la seva motivació i el seu estil intermitent esdevingué consistent. En aquell moment fou el principal rival per a la corona de Rossi fins al 2005. El 2006 li comportà una sèrie de lesions i problemes tècnics i emocionals, minant aparentment la seva motivació, fins a arribar al seu terrible accident de mitjan temporada, que l'apartà definitivament del campionat.

## Palmarès

### 1990 - 1996
- 1990 - Debut a la "Gilera Cup" espanyola
- 1991 - Campió Júnior al Campionat de Catalunya i al d'Espanya
- 1992 - Participa com a wildcard ("comodí") al GP d'Espanya puntuable per al Campionat d'Europa de 250cc
- 1993 - Tercer al Campionat d'Espanya de 250cc amb Yamaha
- 1994 - Cinquè al Campionat d'Espanya de 250cc
- 1995 - Tercer al Campionat d'Espanya de 250cc
- 1996 - Vint-i-unè al Campionat del Món de 250cc (Yamaha Rainey)

### 1997 - 2001 (500cc)

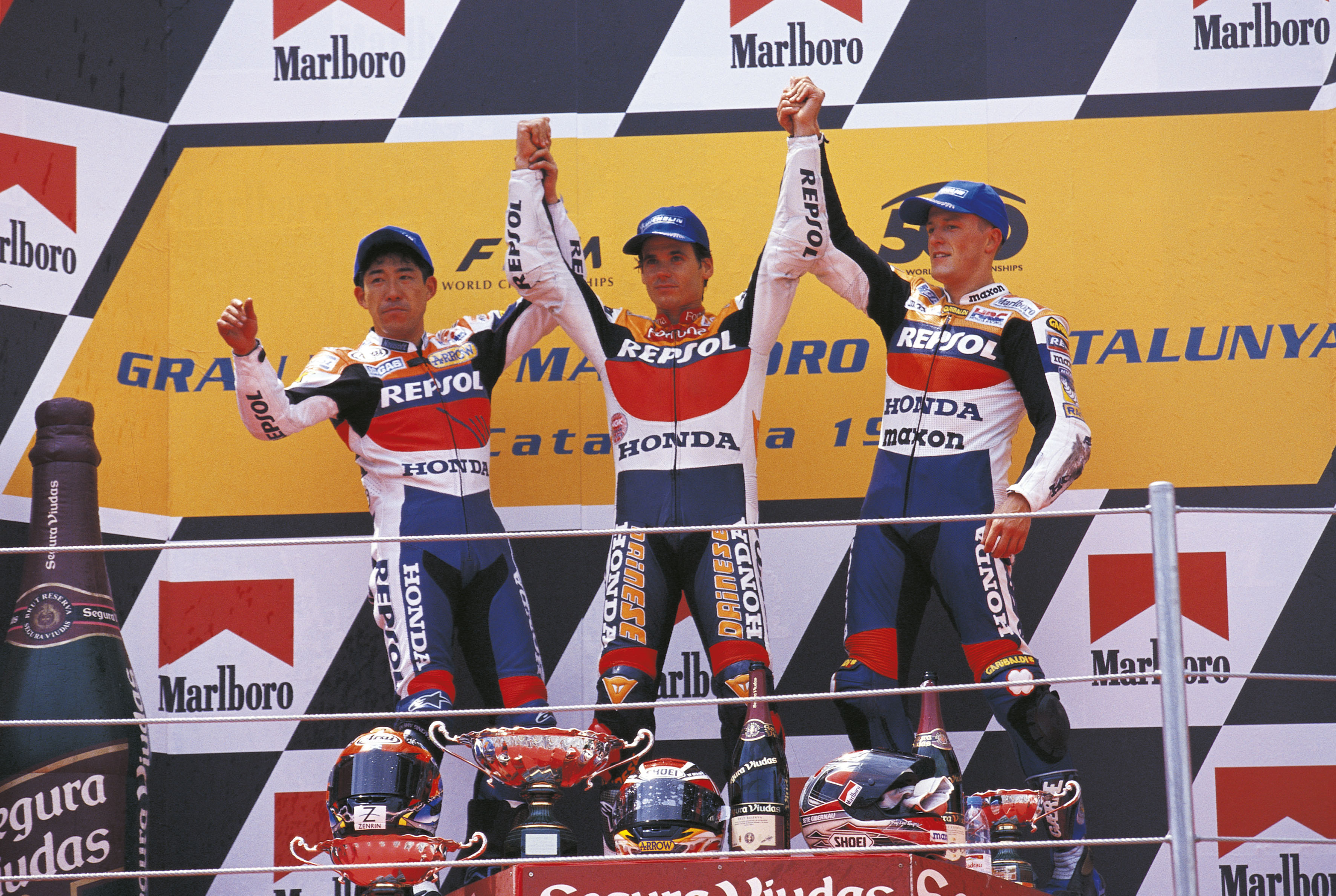
Sete Gibernau (dreta) al costat d'Àlex Crivillé al podi del GP de Catalunya de 1999

- 1997 - Tretzè al Campionat del Món de 500cc (Yamaha Rainey)
- 1998 - Onzè al Campionat del Món de 500cc (Honda Factory)
- 1999 - Cinquè al Campionat del Món de 500cc (Honda HRC)
- 2000 - Qunizè al Campionat del Món de 500cc (Honda Repsol)
- 2001 - Novè al Campionat del Món de 500cc (Suzuki MoviStar)

### 2002 - 2009 (MotoGP)
- 2002 - Setzè al Campionat del Món de MotoGP (Suzuki MoviStar)
- 2003 - Segon al Campionat del Món de MotoGP (Honda MoviStar)
- 2004 - Segon al Campionat del Món de MotoGP (Honda MoviStar)
- 2005 - Setè al Campionat del Món de MotoGP (Honda MoviStar)
- 2006 - Tretzè al Campionat del Món de MotoGP (Ducati Marlboro)
- 2009 - Dissetè al Campionat del Món de MotoGP (Ducati Onde 2000)

## Resultats al Mundial de motociclisme

### Curses per any
(Ids. Grans Premis | Llegenda) (Curses en negreta indiquen pole; curses en  itàlica indiquen volta ràpida)
| Any  | Categoria | Equip                      | Moto    | 1       | 2       | 3       | 4       | 5       | 6       | 7       | 8       | 9       | 10      | 11      | 12      | 13      | 14      | 15      | 16      | 17      | Punts | Pos | Victòries |
| ---- | --------- | -------------------------- | ------- | ------- | ------- | ------- | ------- | ------- | ------- | ------- | ------- | ------- | ------- | ------- | ------- | ------- | ------- | ------- | ------- | ------- | ----- | --- | --------- |
| 1992 | 250cc     | Yamaha                     | YZR250  | JPN     | AUS     | MAL     | ESP 27  | ITA     | EUR     | GER     | DTT     | HUN     | FRA     | GBR     | BRA     | RSA     |         |         |         |         | 0     | -   | 0         |
| 1993 | 250cc     | Marlboro Roberts-Yamaha    | YZR250  | AUS     | MAL     | JPN     | ESP     | AUT     | GER     | DTT     | EUR     | SM      | GBR     | CZE     | ITA     | USA     | FIM Ret |         |         |         | 0     | -   | 0         |
| 1994 | 250cc     | Marlboro Roberts-Yamaha    | YZR250  | AUS     | MAL     | JPN     | ESP     | AUT     | GER     | DTT     | ITA     | FRA     | GBR     | CZE     | USA     | ARG     | EUR 21  |         |         |         | 0     | -   | 0         |
| 1995 | 250cc     | Fortuna Honda-Pons         | NSR250  | AUS     | MAL     | JPN     | ESP     | GER     | ITA     | DTT     | FRA     | GBR     | CZE     | BRA     | ARG     | EUR Ret |         |         |         |         | 0     | -   | 0         |
| 1996 | 250cc     | Axo-Honda                  | NSR250  | MAL Ret | INA 17  | JPN 20  | ESP 11  | ITA 24  | FRA Ret | DTT Ret | GER 19  | GBR 11  | AUT 18  | CZE 14  | IMO 18  |         |         |         |         |         | 20    | 22è | 0         |
| 1996 | 250cc     | Rainey-Yamaha              | YZR250  |         |         |         |         |         |         |         |         |         |         |         |         | CAT Ret | BRA 8   | AUS Ret |         |         | 20    | 22è | 0         |
| 1997 | 500cc     | Rainey-Yamaha              | YZR500  | MAL 9   | JPN Ret | ESP 9   | ITA 9   | AUT Ret | FRA 13  | DTT 19  | IMO 11  | GER 7   | BRA Ret | GBR Ret | CZE Ret | CAT Ret | INA 8   | AUS 6   |         |         | 56    | 13è | 0         |
| 1998 | 500cc     | Repsol-Honda               | NSR500V | JPN 10  | MAL Ret | ESP 12  | ITA 14  | FRA 10  | MAD 3   | DTT Ret | GBR Ret | GER 6   | CZE 8   | IMO 4   | CAT 4   | AUS Ret | ARG 9   |         |         |         | 72    | 11è | 0         |
| 1999 | 500cc     | Repsol-Honda               | NSR500V | MAL 10  | JPN 5   | ESP 3   | FRA 4   |         |         |         |         |         |         |         |         |         |         |         |         |         | 165   | 5è  | 0         |
| 1999 | 500cc     | Repsol-Honda               | NSR500  |         |         |         |         | ITA 6   | CAT 3   | DTT 3   | GBR LES | GER 9   | CZE 10  | IMO 10  | VAL 9   | AUS 6   | RSA 2   | BRA 5   | ARG 6   |         | 165   | 5è  | 0         |
| 2000 | 500cc     | Repsol-Honda               | NSR500  | RSA Ret | MAL 7   | JPN Ret | ESP Ret | FRA 15  | ITA 10  | CAT Ret | DTT 7   | GBR 11  | GER 10  | CZE 8   | POR Ret | VAL 8   | BRA 7   | PAC 12  | AUS Ret |         | 72    | 15è | 0         |
| 2001 | 500cc     | Telefonica MoviStar-Suzuki | RGV500  | JPN Ret | RSA 10  | ESP 10  | FRA 6   | ITA 5   | CAT 5   | DTT 7   | GBR 11  | GER 10  | CZE 8   | POR Ret | VAL 1   | PAC 9   | AUS 9   | MAL 8   | BRA 12  |         | 119   | 9è  | 1         |
| 2002 | MotoGP    | Telefonica MoviStar-Suzuki | GSV-R   | JPN Ret | RSA 16  | ESP 9   | FRA 12  | ITA Ret | CAT Ret | DTT Ret | GBR 6   | GER Ret | CZE 4   | POR Ret | BRA 8   | PAC Ret | MAL 14  | AUS 12  | VAL 13  |         | 51    | 16è | 0         |
| 2003 | MotoGP    | Telefonica MoviStar-Honda  | RC211V  | JPN 4   | RSA 1   | ESP Ret | FRA 1   | ITA 7   | CAT 3   | DTT 1   | GBR 2   | GER 1   | CZE 2   | POR 4   | BRA 2   | PAC 4   | MAL 2   | AUS 4   | VAL 2   |         | 277   | 2n  | 4         |
| 2004 | MotoGP    | Telefonica MoviStar-Honda  | RC211V  | RSA 3   | ESP 1   | FRA 1   | ITA 2   | CAT 2   | DTT 2   | BRA Ret | GER Ret | GBR 3   | CZE 1   | POR 4   | JPN 6   | QAT 1   | MAL 7   | AUS 2   | VAL 4   |         | 257   | 2n  | 4         |
| 2005 | MotoGP    | Telefonica MoviStar-Honda  | RC211V  | ESP 2   | POR Ret | CHN 4   | FRA 2   | ITA Ret | CAT 2   | DTT 5   | USA 5   | GBR Ret | GER 2   | CZE Ret | JPN Ret | MAL Ret | QAT 5   | AUS 5   | TUR 4   | VAL Ret | 150   | 7è  | 0         |
| 2006 | MotoGP    | Marlboro-Ducati            | GP6     | ESP Ret | QAT 4   | TUR 11  | CHN 9   | FRA 8   | ITA 5   | CAT Ret | DTT LES | GBR LES | GER 8   | USA 10  | CZE LES | MAL 5   | AUS 4   | JPN 4   | POR Ret | VAL LES | 95    | 13è | 0         |
| 2009 | MotoGP    | Onde 2000-Ducati           | GP9     | QAT 13  | JPN Ret | ESP 11  | FRA LES | ITA LES | CAT 15  | DTT 13  | USA Ret | GER     | GBR     | CZE     | INP     | SM      | POR     | AUS     | MAL     | VAL     | 12    | 17è | 0         |